# 赵南哲
赵南哲（韓語：조남철，1923年11月30日—2006年7月2日），韩国围棋职业九段，韩国现代围棋之父。

## 生平
赵出生于全罗北道，1937年赴日本学习围棋，拜著名棋手木谷实为师，1941年入段。1944年，赵南哲回到祖国，发愿要将现代围棋在祖国普及。
1946年，赵南哲创办了汉城棋院，韩国职业围棋正式出现。1950年，在赵南哲的组织下，韩国第一次举办了现代围棋定段比赛，赵被定为三段，其他人被定为初段。但数天后朝鲜战争爆发，赵应征入伍，汉城棋院也在战火中被毁。
1955年，赵说服了韩国总统李承晚，组织了一个职业棋手代表团赴台湾，同当地围棋选手进行了国际对抗赛，并取得了胜利。这一次胜利鼓舞了韩国民众低落的士气，也使得赵和现代围棋声名大噪。不久，韩国的职业棋战相继成立，汉城棋院也于1968年得到重建，并改名为韩国棋院。
赵本人在50年代之后曾经长期独霸韩国棋坛，直到后辈棋手金寅自日本留学归来后方丧失统治地位。1983年被授予九段，1994年打入国棋战本赛，成为打入职业棋战本赛年龄最大的棋手。其侄赵治勋在其支持下赴日本留学，后成为日本棋界第一人。
赵在韩国享有很高声誉，被誉为韩国当代伟人之一。2005年被韩国政府授予文艺界最高勋章。
2006年7月2日，赵在韩国首都首尔去世，享年83岁。

## 頭銜
- 全國棋士選手權戰 1948-55年（1950-52年停辦）
- 国手戰 1956-64年
- 王座戰 1958、69年
- 霸王戰（日语：覇王戦） 1959-62年
- 最高位戰 1959-66年（63年停辦）
- 名人戰 1968、70年
- 最強者戰 1973年

## 外部連結
- 韓国棋院「조남철(趙南哲)」